# История Северной Дакоты

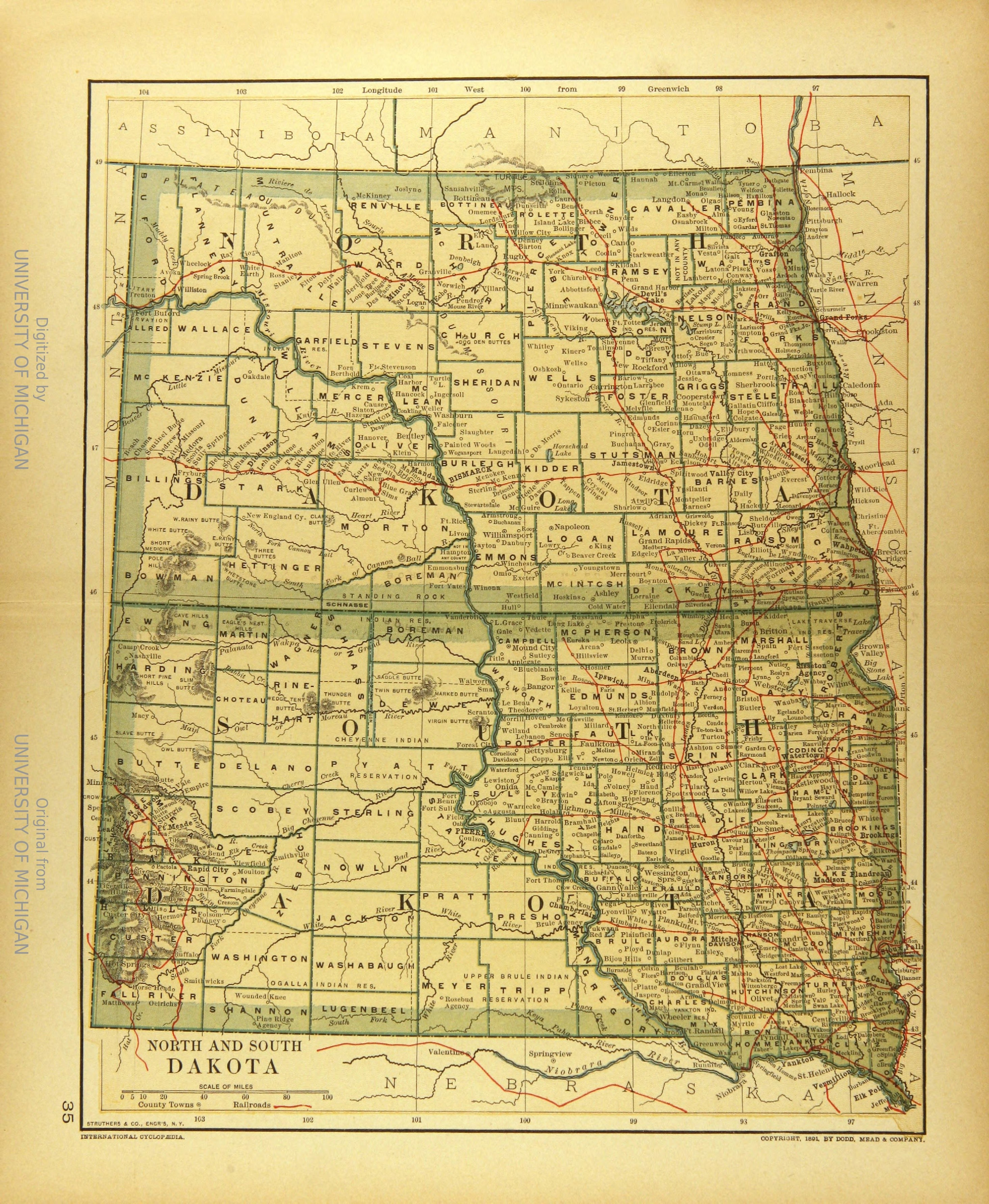
Карта Северной и Южной дакоты 1894 года.

Древним населением Северной Дакоты были индейцы-манданы, которые к приходу европейцев уже освоили сельское хозяйство (выращивали кукурузу). Помимо этого местные жители традиционно охотились на бизонов, обитающих в Великих прериях.
Дакота — это название народа группы сиу, что в переводе означает «друг, союзник». Прародина дакота находилась на территории штатов Миннесота и Висконсин. Западные дакота, жившие на востоке Северной Дакоты, назывались янктонаи.
В 1738 году территорию Дакоты посетил франкоканадский исследователь Пьер Верандри, который получил сведения о манданах, живущих на берегах Миссури. Впоследствии эти земли вошли в состав колонии Французская Луизиана.

## В составе США
В 1803 году эти территории были проданы США, которые с 1812 по 1821 год именовались Территорией Миссури, поскольку здесь располагаются верховья реки Миссури. В 1833 году восточная часть Северной Дакоты была включена в состав территории Мичиган (адм. центр Детройт), в 1836 году — территории Висконсин, в 1838 году — территории Айова, а в 1849 году — Территори Миннесота (адм. центр Сент-Пол). Земли к юго-запада от реки с 1854 года входили в состав территории Небраска.

### Войны сиу
В 1854 вспыхнули войны сиу (Sioux Wars) между отрядами армии США и индейцами сиу. Поводом для конфликта стала убитая корова из обоза мормонов, направлявшихся из Иллинойса в Юту. Первый инцидент, получивший название Резня Граттана, произошел на территории Вайоминга, однако он коснулся и племен Северной Дакоты.

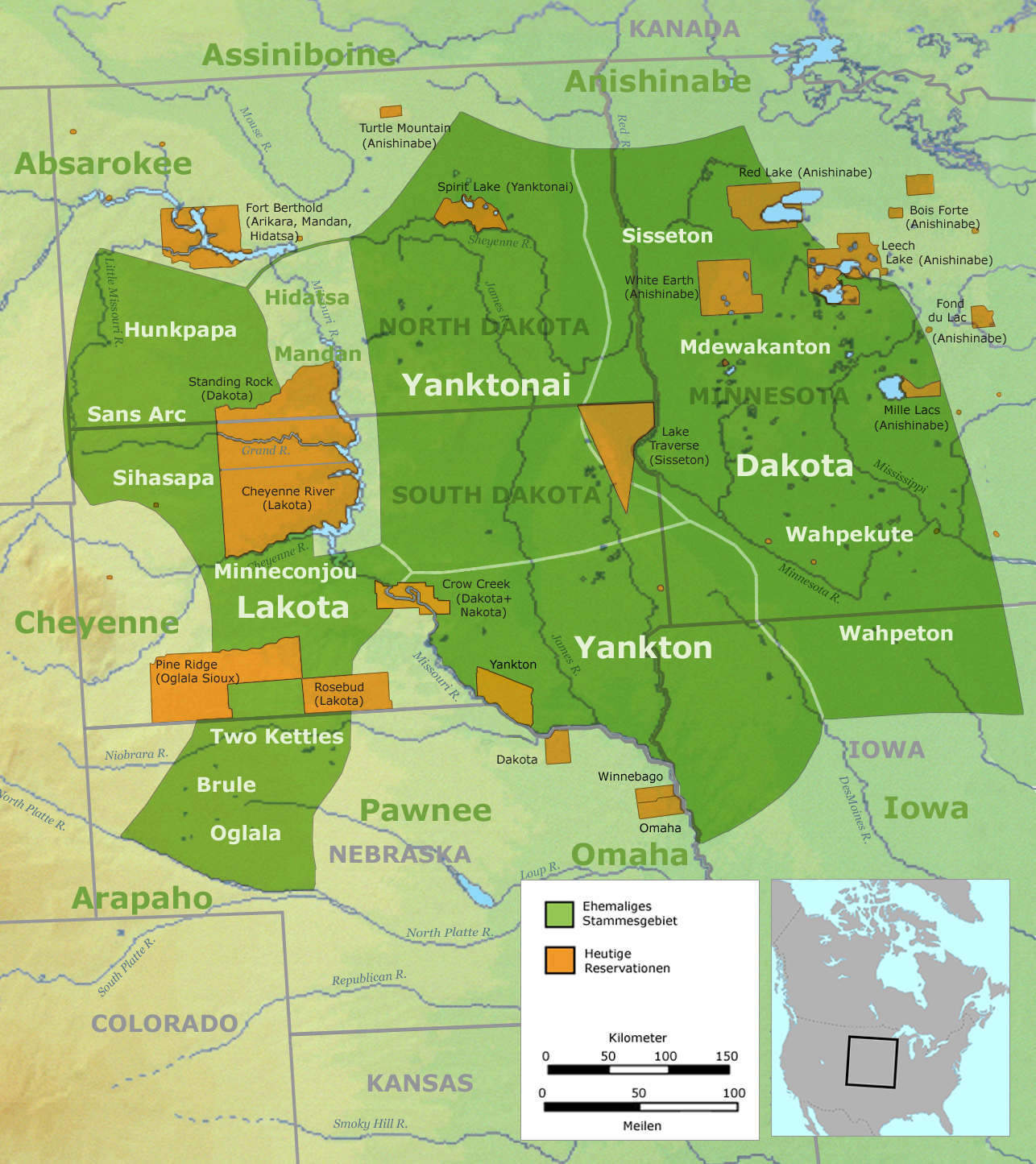
Карта расселения индейских племен в Северной Дакоте: манданы, хидатса, хункпапа, сиссетоны, янктонаи

В 1861 году правительство США создало территорию Дакота (адм. центр Янктон), куда помимо Северной входила Южная Дакота, Монтана и Вайоминг.
В 1862 году на территории Миннесоты вспыхнуло Восстание сиу (Dakota War of 1862) под предводительством вождя Воронёнка. Оно было подавлено американскими войсками, а индейцы санти (восточные дакота) бежали на запад на территорию Северной Дакоты, где жили родственные им янктонаи. На следующий год в форте Риджли (Миннесота) был собран крупный отряд генерала Сибли (3200 солдат) для карательной экспедиции против мятежников. 24 июля 1863 года атаковал индейцев в районе Биг-Маунда (округ Киддер), затем 26 июля произошла Битва у озера Дэд-Баффало, а 28 июля — Битва у озера Стони. Генерал Сибли вернулся в Миннесоту, но в сентябре индейцев атаковал генерал Салли (Битва при Уайтстоун-Хилле). На следующий год (1864) последовала Битва у Киллдир-Маунтин (округ Данн) и Битва в Бэдлендах (округ Биллингс). Сопротивление американским солдатам оказывал вождь Инкпадута. Войны с индейцами продолжились и в 1865 году, но уже за пределами Северной Дакоты (Экспедиция на Паудер-Ривер).

### Индустриализация
Одним из первых городов Северной Дакоты был Гранд-Форкс (1870) на реке Ред-Ривер. Значительную роль в развитии территории сыграла Северная Тихоокеанская железная дорога, строительство которой началось в 1870 году. Все города штата возникли на основе железнодорожных станций. В 1872 году появилась столица будущего штата, получившая название Бисмарк. В 1873 году в Северной Дакоте начинается добыча угля.
Лишь в 1889 появился штат Северная Дакота. На юго-востоке была создана резервация для сиу Стэндинг-Рок. Белое население штата формировалось за счёт переселенцев, значительная часть которых имела норвежское и немецкое происхождение (включая поволжских немцев из Российской империи). В 1902 году была основана Социалистическая партия Северной Дакоты (Socialist Party of North Dakota: филиал Социалистической партии Америки). К тому времени в политике штата доминировало прогрессивное крыло Республиканской партии, к которому принадлежали первый губернатор штата (в 1889–1891) Джон Миллер и сенатор Асле Гронна, также отличившийся как изоляционист. Опорой левопопулистских республиканцев Северной Дакоты, объединённых в 1915 году бывшим социалистом Артуром Таунли в Беспартийную лигу (Nonpartisan League), были мелкие фермеры преимущественно новрежского происхождения. Кандидат от Беспартийной лиги Линн Фрейзер получил 79% голосов на выборах губернатора Северной Дакоты в 1916 году, но затем стал первым руководителем штата, успешно отозванным со своего поста.
В 1919 году угольные шахты Северной Дакоты были охвачены забастовочным движением.

### Современность
В 1957 году в Северной Дакоте появилась база ВВС США Майнот, где базировалась стратегическая авиация с ядерным оружием.
В 2007 году индейские активисты объявили о создании Республики Лакоты. В 2016 году они активно протестовали против прокладки нефтепровода Dakota Access Pipeline через их земли